# کسه‌جیک (بسنی)
کسه‌جیک (به ترکی استانبولی: Kesecik) یک منطقهٔ مسکونی در ترکیه است که در بسنی واقع شده‌است.